# 因州和紙
因州和纸，初期形态在1050前被记载于《延喜式》之中。《延喜式》又称《延喜格式》，《延喜格式》是日本平安时代中期编写的法令细则。是平安时代的三大格式之一。更准确的说，因州和纸的起源是在公元950年之前。
因州地区（现日本鸟取县）拥有清澈的水质以及丰富的水源，使因州和纸连年高产。庆长时代（1596～1615）的领主龟井兹矩积极拓展贸易，据说已经把和纸推向了海外。在宽永5年（1629年），有一位从美浓国（日本岐阜县南部）出发、在全国云游的僧侣来到因幡青谷町（现日本鸟取县青谷村），突然重病不起，最初，一个叫铃木弥平的人主动给他帮助，后来经过全村人的精心照顾，本来卧床不起的大病得以痊愈。僧侣为表达谢意，把美浓国的抄纸法传授给村里人后就离开了。为赞美美浓僧侣而制作的石碑坐落于：鸟取县青古町大字河源。之后，青谷村的纸被鸟取国（现日本鸟取县）国公指定为鸟取国专用纸，后被称为因幡纸。随着因幡纸被因州地区所广泛使用，奠定了在日本不可动摇的地位。
因州和纸主原料：楮皮，三亚皮，雁皮。加以独特的造纸工艺，具有耐水性和经久不脆的特性。可以制作种类多样并精美的工艺品。
2019年12月19日，《日本因州和纸艺术展》在河北博物院开幕，展示了因州和纸悠久的历史、丰富的种类和精湛的工艺。日本因州和纸传承人长谷川宪人来到河北博物院，为民众讲述因州和纸艺术。